# Nhân viên cổ cồn hồng

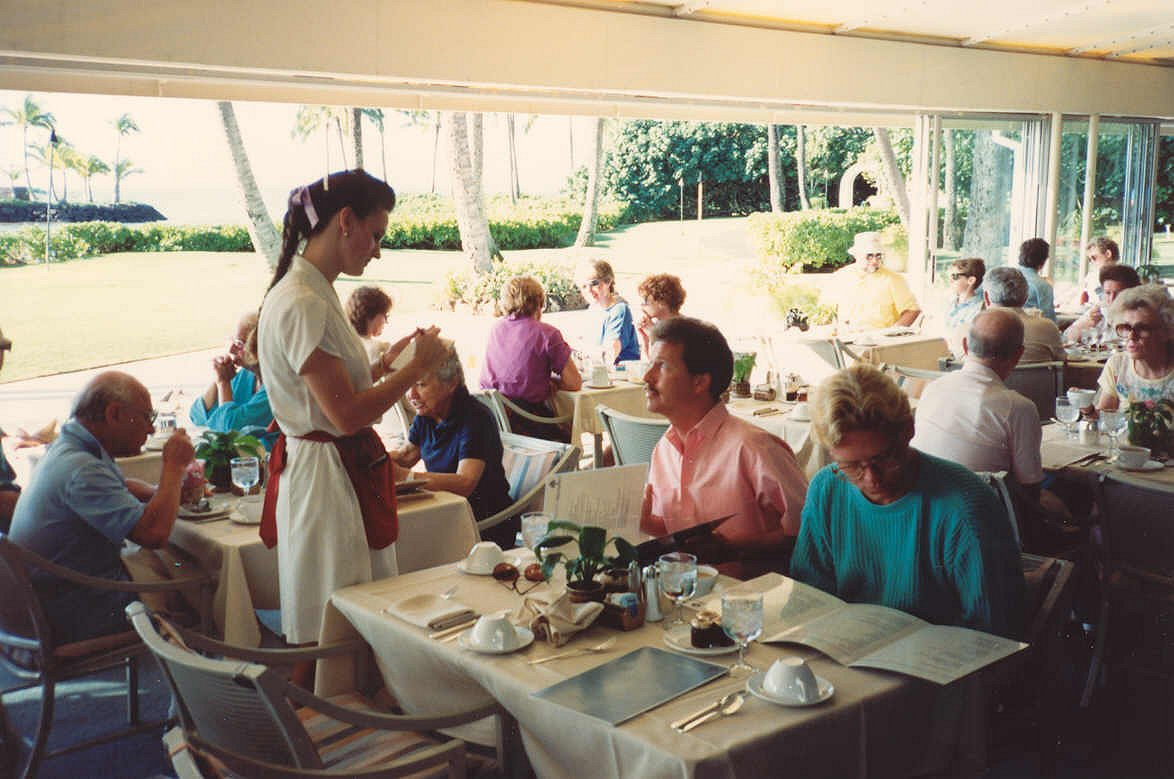
Bồi bàn đang làm việc trong nhà hàng

Nhân viên cổ cồn hồng (tiếng Anh: pink-collar worker) là thuật ngữ chỉ nhóm người làm công việc dịch vụ khách hàng, chăm sóc người khác, giảng dạy, y tá, thư ký, chăm sóc trẻ, làm móng. Công việc này thường đi liền với nữ giới, tuy nhiên cũng có không ít nam giới làm công việc này.